# Adela mazzolella
Adela mazzolella is een vlinder uit de familie van de langsprietmotten (Adelidae). De wetenschappelijke naam van de soort is voor het eerst geldig gepubliceerd door Hübner in 1801.
De soort komt voor in Europa.